# Lorenzo Geyres (município)
Lorenzo Geyres é um município uruguaio do departamento de Paysandú, a sudoeste do departamento, próxima ao departamento de Río Negro . Está situada a 30 km da cidade de Paysandú, capital do departamento .

## Toponímia
O nome do município vem da localidade sede - Lorenzo Geyres.

## História
Com a criação do segundo nível administrativo (Municípios do Uruguai - Lei Nº 18567), a maioria das localidades com mais 2.000 habitantes foi transformada em município. Pela Lei Nº 18.653 de 21 de março de 2013 foi instituído o município de Lorenzo Geyres, por iniciativa do departamento de Paysandú..
Quando foi criado o município, a localidade de Lorenzo Geyres agregou também outras três localidades: Constancia, Araújo e Queguayar..

## População
A localidade contava com uma população de 1.704 habitantes.
| Variação demográfica do município |
|                                   |

## Geografia
Lorenzo Geyres se situa próxima das seguintes localidades: ao norte, Quebracho, a sudoeste, Nuevo Paysandú, a sul, Porvenir e a noroeste La Clarita (Entre Ríos /Mesopotâmia argentina) .

## Autoridades
A autoridade do município é o Conselho Municipal, sendo o alcalde ("prefeito") e quatro concejales
Alcaldes:
| Nº | Alcalde         | Partido          | Inicio do mandato | Fim do mandato | Observações      |
| -- | --------------- | ---------------- | ----------------- | -------------- | ---------------- |
| 1  | Silvia Scarboni | Partido Nacional | julho de 2015     | 2020           | Alcaldesa eleita |
| 2  | Luis Tejeira    | Partido Nacional | 2020              | 2020           | Alcalde eleito   |

## Geminação de cidades
O município de Lorenzo Geyres não possui acordos de geminação com outras cidades